# Gymnopilus subgeminellus
Gymnopilus subgeminellus là một loài nấm thuộc họ Cortinariaceae.